# PPP1R14A
PPP1R14A‏ (Protein phosphatase 1 regulatory inhibitor subunit 14A) هوَ بروتين يُشَفر بواسطة جين PPP1R14A في الإنسان.